# Swapna Barman
Swapna Barman (* 29. Oktober 1996 in Jalpaiguri, Westbengalen) ist eine indische Leichtathletin, die sich auf den Siebenkampf spezialisiert hat. 2017 wurde sie in dieser Disziplin Asienmeisterin.

## Sportliche Laufbahn
Ihren ersten internationalen Wettkampf bestritt Swapna Barman bei den Juniorenasienmeisterschaften 2014 in Taipeh, bei denen sie mit 4962 Punkten die Silbermedaille gewann. Bei den Asienspielen im südkoreanischen Incheon wurde sie mit 5178 Punkten Fünfte. 2016 belegte sie bei den Hallenasienmeisterschaften in Doha mit 1,70 m Platz acht im Hochsprung sowie mit 3285 Punkten Platz sieben im Fünfkampf. Ein Jahr darauf kürte sie sich bei den Asienmeisterschaften in Bhubaneswar mit neuer Bestleistung von 5942 Punkten zur Kontinentalmeisterin und erhielt daher ein Freilos für die Weltmeisterschaften in London im August. Dort erreichte sie 5431 Punkte und belegte damit Platz 26.
2018 nahm sie erneut an den Asienspielen in Jakarta teil und gewann dort mit neuer Bestleistung von 6026 Punkten die Goldmedaille vor der Chinesin Wang Qingling. Im Jahr darauf gewann sie bei den Asienmeisterschaften in Doha mit 5993 Punkten die Silbermedaille hinter der Usbekin Yekaterina Voronina. 2023 gewann sie bei den Hallenasienmeisterschaften in Astana mit 4119 Punkten ebenfalls die Silbermedaille im Fünfkampf hinter Voronina und auch bei den Freiluftmeisterschaften in Bangkok im Juli musste sie sich mit 5840 Punkten im Siebenkampf nur der Usbekin geschlagen geben. Im Oktober belegte sie bei den Asienspielen in Hangzhou mit 5708 Punkten den vierten Platz.
2023 wurde Barman indische Meisterin im Siebenkampf.

## Persönliches
Barman wurde mit zwölf Zehen geboren und leidet während der Wettkämpfe an zu engen Schuhen, da es für sie keine eigenen Anfertigungen gibt. Sie ist Lehramtsstudentin für Sport an der University of Calcutta.

## Persönliche Bestleistungen
- Siebenkampf: 6026 Punkte, 29. August 2018 in Jakarta
  - Fünfkampf (Halle): 4119 Punkte, 10. Februar 2023 in Astana
- Hochsprung: 1,87 m, 3. Juni 2017 in Patiala
  - Hochsprung (Halle): 1,78 m, 19. Februar 2016 in Doha